# Lithophaga lithura
Lithophaga lithura is een tweekleppigensoort uit de familie van de Mytilidae. De wetenschappelijke naam van de soort werd in 1905 voor het eerst geldig gepubliceerd door Henry Augustus Pilsbry.